# Raukokore (fleuve)
Le fleuve Raukokore (en anglais : Raukokore River) est un cours d’eau du nord-est de la région de Gisborne dans l’Île du Nord de la Nouvelle-Zélande.

## Géographie
Il s’écoule vers le nord à partir des pentes du Mont Hikurangi, atteignant la mer au niveau de la baie de Papatea (en) tout près du petit village de Raukokore.